# 哈拉爾德斯·卡利斯
 哈拉爾德斯·卡利斯（1991年4月29日—），拉脫維亞籃球運動員，現在效力於拉脫維亞籃球聯賽球隊BK Valmiera。他也代表拉脫維亞國家籃球隊參賽。